# Bond van Bedienden, Technici en Kaderleden
De Bond van Bedienden, Technici en Kaderleden (BBTK), in het Frans Syndicat des Employés, Techniciens et Cadres (SETCa), is een vakcentrale van de Belgische socialistische vakbond ABVV.

## Geschiedenis
De roots van de organisatie gaan terug tot 1892 toen een groep bedienden te Brussel zich besloten te verenigingen om de gemeenschappelijke belangen te verdedigen. In het Franstalig socialistisch dagblad Le Peuple plaatsten ze een annonce tot ledenwerving. Kort daarop was de oprichting van de eerste bediendenvakbond in België een feit en werd het programma van de Belgische Werkliedenpartij (BWP), alsook de toetreding tot deze partij, goedgekeurd. De expansie van de bediendenvakbond ving in eerste instantie aan in Franstalig België, alwaar onder meer in Luik, Verviers, La Louvière, Charleroi en Bergen lokale afdelingen werden opgericht. Na de Eerste Wereldoorlog zagen de regionale afdelingen in Vlaanderen het licht, in achtereenvolgens Antwerpen, Gent, Leuven en Oostende. De officiële benaming omstreeks deze periode is Nationale Federatie der Bedienden (NFB).
In 1920 werd op het nationaal bediendencongres, op initiatief van de Brusselse bediendenvakbond, de Algemene Bond der Bedienden, Magazijniers, Technici en Handelsreizigers van België opgericht, de vakcentrale telde zo’n 12.000 leden. In die jaren zorgt een aantal historische overwinningen voor een aanzienlijke verbetering in het leven van de mensen: de zondagsrust dateert al van voor de oorlog (1905), maar nu zijn ook de achturige werkdag (1921) en het bediendenpensioen (1924) een feit. In 1936 zijn er stakingen in alle bedrijfstakken. Een half miljoen mensen legt het werk neer en dwingt zo een hervormingsplan af. De lonen stijgen, er komt een ziekteverzekering en één week betaald verlof.
Door het uitbreken van de Tweede Wereldoorlog, alsook de vervolging van onder meer syndicalisten, werden de vakbondsactiviteiten stilgelegd. Na de bevrijding volgde in 1945 de oprichting van het ABVV, waarbij ook de heropgerichte bediendenvakbond aansloot. In 1949, krijgt de vakcentrale der bedienden zijn huidige naam: de Bond der Bedienden Technici en Kaderleden. Door de oprichting van paritaire comités (1946) kunnen vakbonden hun werking binnen de verschillende sectoren organiseren en in 1950 worden er voor het eerst ook sociale verkiezingen gehouden.
In de volgende jaren tekenen de contouren van de welvaartsstaat zich af. De werkloosheid ligt lager dan ooit en de economie boomt. Steeds meer vrouwen gaan werken. Ook het werk zelf verandert: oude industrieën maken geleidelijk aan plaats voor technologisch meer geavanceerde bedrijven. In 1972 zijn er voor het eerst meer bedienden dan arbeiders. Zo telde de organisatie in 1956 een ledenaantal van 42.404, in 1964 was dit aangegroeid tot 61.279, in 1971 telde BBTK 106.132 leden, in 1976 reeds 153.497 en in 1985 vertegenwoordigden ze 186.747 bedienden.
In de jaren 70 slaat de economische crisis weer in alle hevigheid toe. Het is een tijd van herstructureringen en bedrijfssluitingen. De bank- en verzekeringssector krijgen het zwaar te verduren. In de jaren ‘80 gaat ook de zorgsector op z’n achterste poten staan. De BBTK wordt de drijvende kracht achter het brugpensioen.
Op 1 januari 1996 vond de fusie plaats met de Brusselse en Waalse afdelingen van de Centrale der Boek- en Papiernijverheid (CBP) van Roger Sagon, de Vlaamse afdelingen van deze vakcentrale gingen op in de Algemene Centrale (AC). Deze opdeling had er met te maken dat de CBP in Brussel en Wallonië voornamelijk leden telde die tewerkgesteld waren als bedienden in bijvoorbeeld dagbladbedrijven, terwijl deze centrale in Vlaanderen dan weer eerder arbeiders vertegenwoordigden die actief waren in bijvoorbeeld labeurdrukkerijen. De CBP telde omstreeks die periode (1995) 13.643 leden, de BBTK 235.924 leden.
In 2004 werd toenmalig algemeen-secretaris Carlos Polenus genoemd als nieuwe ABVV-voorzitter in opvolging van Mia De Vits, zijn tegenkandidaat was Rudy De Leeuw. Tot eindelijk was het André Mordant die voorzitter werd, in 2006 werd hij alsnog door Rudy De Leeuw opgevolgd in deze hoedanigheid. In mei van datzelfde jaar werd bekend gemaakt dat de BBTK de grootste centrale binnen het ABVV was geworden, ze telde op dat moment 357.000 leden. Eveneens dat jaar werd Erwin De Deyn voorzitter van de BBTK in opvolging van Christian Roland.

## Structuur

### Bestuur
| Periode      | Voorzitter        |
| ------------ | ----------------- |
| 1945 - 1956  | Charles Everling  |
| 1956 - 1971  | Oscar Leclercq    |
| 1971 - 1977  | Maurice Massay    |
| 1977 - 1989  | François Janssens |
| 1990 - 1992  | Karel Boeykens    |
| 1992 - 2006  | Christian Roland  |
| 2006 - 2019  | Erwin De Deyn     |
| 2019 - heden | Myriam Delmée     |

| Periode      | Ondervoorzitter  |
| ------------ | ---------------- |
| 1974 - 1988  | Karel Boeykens   |
| ...          |                  |
| 1994 - 2006  | Carlos Polenus   |
| 2006 - 2019  | Myriam Delmée    |
| 2019 - 2023  | Jan-Piet Bauwens |
| 2023 - heden | Johan Van Eeghem |

| Periode     | Algemeen secretaris |
| ----------- | ------------------- |
| 1945 - 1970 | Oscar Leclercq      |
| 1970        | Gustaaf Cuypers     |
| 1970 - 1974 | Albert Posmiers     |
| ...         |                     |
| 1980 - 1994 | Gilbert Clajot      |
| 1995 - ?    | Robert Wittebrouck  |
| ? - heden   | Jean-Michel Cappoen |

### Organisatie
BBTK heeft een socialistisch profiel en is qua ledental de grootste unitaire vakbond van bedienden in België (321 750 gerapporteerde leden in 2004). De BBTK is de grootste van de zeven vakcentrales van het Algemeen Belgisch Vakverbond (ABVV). Huidig voorzitter is Myriam Delmee, huidig ondervoorzitter is Johan Van Eeghem.
De centrale is verdeeld in 21 afdelingen die een aantal diensten zoals regionale zitdagen, juridisch advies, enz. aan leden aanbieden. Verschillende sectoren zijn vertegenwoordigd: handel, financiën (banken, openbare kredietinstellingen en verzekeringen), industrie, social-profit (gezondheidszorgen, opvoeding, cultuur, enz.), informatie en communicatie.

### Werking
De verschillende niveaus binnen BBTK zijn:
Statutair Congres
Het Statutaire Congres komt elke vier jaar samen en bestaat uit de syndicale afgevaardigden. De bevoegdheden zijn de politieke lijn bepalen door middel van het goedkeuren van resoluties. Daarnaast verkiest het de leden van het Federaal Bureau.
Controle Commissie
De Controle Commissie is een orgaan binnen de vakcentrale dat toekijkt op de boekhouding en financiën van de vakcentrale. Het is samengesteld uit 4 verkozenen door het Congres en 1 verkozene door het Federaal Bestuur.
Federaal Bestuur
Het federaal bestuur is een orgaan binnen de vakcentrale dat waakt over de naleving van de statuten en de uitvoering van de beslissingen van het Federaal Bestuur en het Congres. Het komt bijeen om de zes maanden en is samengesteld uit leden van het Federaal Secretariaat en vertegenwoordigers van de gewestelijke afdelingen.
Uitvoerend Bestuur
Het uitvoerend bestuur is een orgaan binnen de vakcentrale en komt tweewekelijks samen. Het is samengesteld uit leden van het Federaal Secretariaat en de negen verkozenen van het Federaal Bestuur. De bevoegdheden zijn de financiën, het beheer en de werking van de Gewestelijke Afdelingen.
Federaal Secretariaat
Het Federaal secretariaat is een orgaan dat het dagelijks bestuur van de vakcentrale organiseert. Het bestaat uit een voorzitter, algemeen secretaris en 6 federale secretarissen.
Gewestelijke Afdelingen
De gewestelijke afdelingen vormen de basis van de vakcentrale en organiseren dienstverlening, probleemoplossing en communicatie met de leden en syndicaal afgevaardigden.
Vakcongres
Is een orgaan binnen de vakcentrale dat elke vier jaar georganiseerd wordt voor elke belangrijke sector.
Vakcommissie
Dit orgaan binnen de vakcentrale wordt ingesteld door het Federaal bestuur voor elke belangrijke sector. Ze komt naar noodzaak bijeen en is belast met de voorbereiding en organisatie van de vakbondswerking in de betrokken sector.
Syndicale Afvaardiging
Daarnaast zijn er militanten en delegees die verkozen zijn bij de sociale verkiezingen door de werknemers in de bedrijven. Deze verdedigen de rechten van de aangesloten leden binnen hun bedrijf volgens twee verschillende modellen:
- het strijdmodel waarbij men in de bedrijven actievoerders heeft die waken over de sociale toestand. Deze door de vakbond aangestelde personen vormen de vakbondsdelegatie.
- het overlegmodel waarbij er twee organen zijn voor de communicatie tussen werkgever en werknemer. Dit zijn de ondernemingsraad en de Comités voor Preventie en Bescherming op het Werk (CPBW). Deze personen worden verkozen door de werknemers.

### Organogram

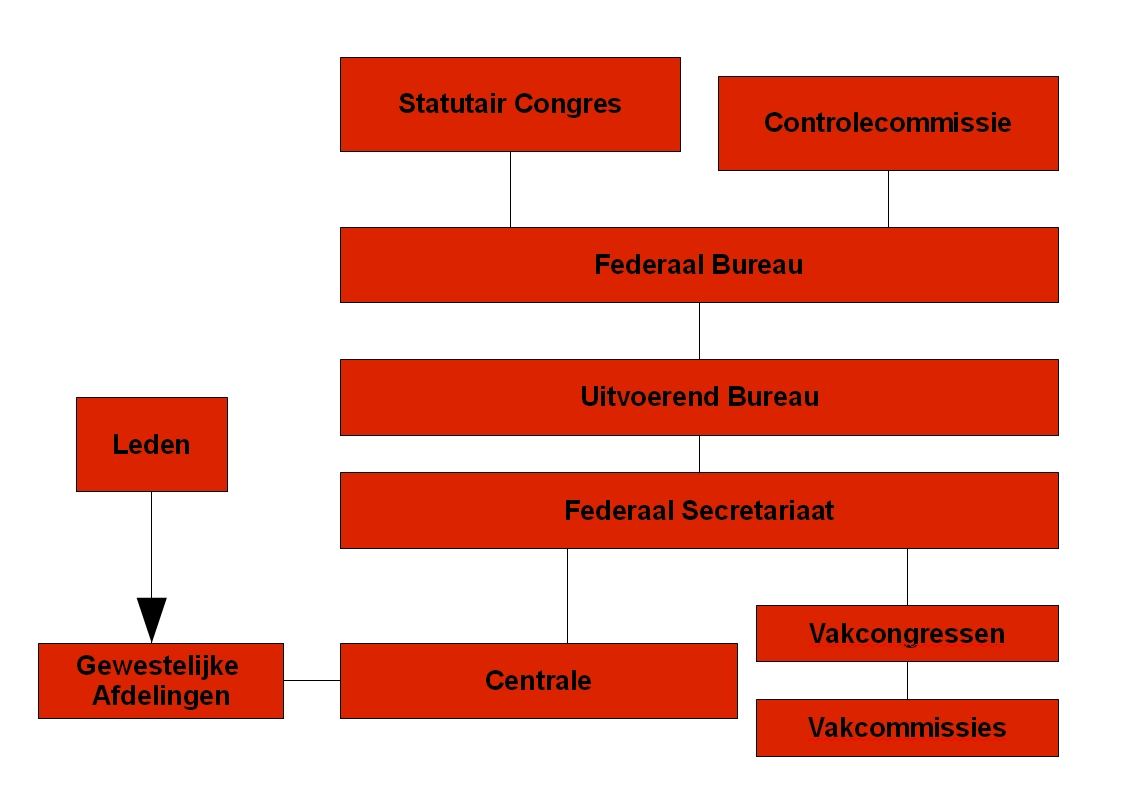
Organogram Vakcentrales

### Gewestelijke afdelingen

#### Vlaanderen en Brussel
- Aalst-Dendermonde-Ronse-Oudenaarde
- Antwerpen
- Brugge
- Brussel-Halle-Vilvoorde

- Gent
- Kempen
- Leuven

- Limburg
- Mechelen
- Oostende-Roeselare-Ieper-Kortrijk
- Waasland

#### Wallonië
- Aarlen
- Bergen-Borinage
- Charleroi

- Centre
- Luik
- Namen

- Verviers
- Waals-Brabant
- Wallonië-Picardië

### Sectoren
De sectoren (met tussen haakjes het paritair comité waartoe elke sector behoort) waarin de BBTK actief is, zijn:
- Aanvullend bedienden (PC 200)
- Zelfstandige kleinhandel (PC 201)
- Kleinhandel in voedingswaren (PC 202)
- Middelgrote levensmiddelenbedrijven (PC 202.01)
- Scheikunde (PC 207)
- Metaal (PC 209)
- Staal (PC 210)
- Petroleum (PC 211)
- Textiel en breiwerk (PC 214)
- Kleding en confectie (PC 215)
- Notarisbedienden (PC 216)
- Casinobedienden (PC 217)
- Controleorganismen (PC 219)
- Voedingsnijverheid (PC 220)
- Papiernijverheid (PC 221)
- Papier- en kartonbewerking (PC 222)
- Non-ferro (PC 224)

- Internationale handel (PC 226)
- Audiovisuele sector (PC 227)
- Film (PC 303)
- Podiumkunsten (PC 304)
- Verzekeringen (PC 306)
- Makelarij (PC 307)
- Beursvennootschappen (PC 309)
- Banken (310)
- Grote kleinhandelsaken (PC 311)
- Warenhuizen (PC 312)
- Apothekers en tarificatie (PC 313)
- Luchtvaartmaatschappijen (PC 315.02)
- Gezinszorg (PC 318)
- Gehandicapenzorg (PC 319)
- Jongerenwelzijn (PC 319)
- Welzijnswerk (PC 319)
- Begrafenisondernemingen (PC 320)

- Farmaceutische groothandel (PC 321)
- Uitzendkrachten (PC 322)
- Openbare kredietinstellingen (PC 325)
- Beschutte en sociale werkplaatsen (PC 327)
- Socio-culturele sector (PC 329)
- Gezondheidsinstellingen, labo's en preventiediensten (PC 330)
- Revalidatiesector (PC 330)
- Ouderenzorg (PC 330)
- Thuisverpleging (PC 330)
- Ziekenhuizen (PC 330)
- Geestelijke Gezondheidszorg (PC 331)
- Kinderopvang (PC 331)
- Gezondheidspromotie (PC 331)
- Vrije beroepen (PC 336)
- Aanvullend non-profit (PC 337)
- Bemiddeling in bank- en beleggingsdiensten (PC 341)

## Bekende (ex-)leden
- Karel Boeykens
- Livien Danschutter
- Erwin De Deyn
- Myriam Delmée
- Anne Demelenne

- Urbain Destrée (Q110039181)[14]
- Charles Everling
- Joseph Jacquemotte
- François Janssens
- Oscar Leclercq

- Maurice Massay
- Carlos Polenus
- Christian Roland
- Rob Stafford
- Miranda Ulens